# Surjoux-Lhopital
Pour les articles homonymes, voir Lhopital (homonymie).
Surjoux-Lhopital est une commune nouvelle française résultant de la fusion — au 1er janvier 2019 — des communes de Surjoux et Lhôpital, située dans le département de l'Ain en région Auvergne-Rhône-Alpes.

## Géographie

### Climat
Pour des articles plus généraux, voir Climat d'Auvergne-Rhône-Alpes et Climat de l'Ain.
En 2010, le climat de la commune est de type climat de montagne, selon une étude du CNRS s'appuyant sur une série de données couvrant la période 1971-2000. En 2020, Météo-France publie une typologie des climats de la France métropolitaine dans laquelle la commune est exposée à un climat de montagne ou de marges de montagne et est dans la région climatique Alpes du nord, caractérisée par une pluviométrie annuelle de 1 200 à 1 500 mm, irrégulièrement répartie en été.
Pour la période 1971-2000, la température annuelle moyenne est de 10,1 °C, avec une amplitude thermique annuelle de 17,7 °C. Le cumul annuel moyen de précipitations est de 1 442 mm, avec 11,6 jours de précipitations en janvier et 8,7 jours en juillet. Pour la période 1991-2020, la température moyenne annuelle observée sur la station météorologique de Météo-France la plus proche, « Usinens Sa », sur la commune d'Usinens à 5 km à vol d'oiseau, est de 11,8 °C et le cumul annuel moyen de précipitations est de 985,3 mm,. Pour l'avenir, les paramètres climatiques de la commune estimés pour 2050 selon différents scénarios d'émission de gaz à effet de serre sont consultables sur un site dédié publié par Météo-France en novembre 2022.

## Urbanisme

### Typologie
Au 1er janvier 2024, Surjoux-Lhopital est catégorisée commune rurale à habitat très dispersé, selon la nouvelle grille communale de densité à 7 niveaux définie par l'Insee en 2022.
Elle est située hors unité urbaine. Par ailleurs la commune fait partie de l'aire d'attraction de Genève - Annemasse (partie française), dont elle est une commune de la couronne,. Cette aire, qui regroupe 158 communes, est catégorisée dans les aires de 700 000 habitants ou plus (hors Paris),.

## Toponymie
Le nom de la commune est issu de l'accolement des deux communes ayant fusionnées pour donner Surjoux-Lhopital. À noter qu'ici, la lettre o de Lhôpital ne porte pas d'accent circonflexe.

## Histoire
La commune est créée au 1er janvier 2019 par un arrêté préfectoral du 3 décembre 2018.

## Politique et administration

### Découpage territorial
La commune de Surjoux-Lhopital est membre de la communauté de communes Terre Valserhône, un établissement public de coopération intercommunale (EPCI) à fiscalité propre créé le 30 décembre 2002 dont le siège est à Valserhône. Ce dernier est par ailleurs membre d'autres groupements intercommunaux.
Sur le plan administratif, elle est rattachée à l'arrondissement de Nantua, au département de l'Ain et à la région Auvergne-Rhône-Alpes. Sur le plan électoral, elle dépend du canton de Valserhône pour l'élection des conseillers départementaux, depuis le redécoupage cantonal de 2014 entré en vigueur en 2015, et de la troisième circonscription de l'Ain  pour les élections législatives, depuis le dernier découpage électoral de 2010.

### Communes déléguées
| Nom              | Code Insee | Intercommunalité    | Superficie (km2) | Population (dernière pop. légale) | Densité (hab./km2) |
| ---------------- | ---------- | ------------------- | ---------------- | --------------------------------- | ------------------ |
| Lhôpital (siège) | 01215      | CC Terre Valserhône | 3,68             | 52 (2018)                         | 14                 |
| Surjoux          | 01413      | CC Terre Valserhône | 4,31             | 85 (2018)                         | 20                 |

### Liste des maires
| Période          | Période  | Identité         | Étiquette      | Qualité |
| ---------------- | -------- | ---------------- | -------------- | ------- |
| 1er janvier 2019 | En cours | Frédéric Malfait | Sans étiquette |         |

## Population et société

### Démographie
L'évolution du nombre d'habitants est connue à travers les recensements de la population effectués dans la commune depuis sa création.
En 2022, la commune comptait 140 habitants, en évolution de +11,11 % par rapport à 2016 (Ain : +5,15 %, France hors Mayotte : +2,11 %).
| 2015 | 2020 | 2022 |
| ---- | ---- | ---- |
| 119  | 143  | 140  |

## Culture locale et patrimoine
- Église Saint-Jean-Baptiste de Lhôpital.
- Église Saint-Pierre de Surjoux.